# Pedrola
Pedrola település Spanyolországban, Zaragoza tartományban, Aragónia autonóm közösségben. Pedrola Luceni, Alcalá de Ebro, Cabañas de Ebro, Figueruelas, Grisén, Bárboles, Pleitas, Plasencia de Jalón, Rueda de Jalón, Pozuelo de Aragón és Magallón községekkel határos. Lakosainak száma 3766 fő (2024).

## Népesség
A település népessége az utóbbi években az alábbiak szerint változott:
| Lakosok száma | 2699 | 2906 | 3302 | 3667 | 3780 | 3622 | 3453 | 3568 | 3625 | 3766 |
|               | 2001 | 2004 | 2007 | 2009 | 2012 | 2014 | 2017 | 2019 | 2022 | 2024 |